# Rizinfund in Köln
Bei dem Rizinfund in Köln wurden am 12. Juni 2018 in einer Wohnung im Kölner Stadtteil Chorweiler bis zu eintausend toxische Dosen des Giftstoffs Rizin sichergestellt. Der Tunesier Sief Allah H. wurde unter dem dringenden Verdacht festgenommen, durch vorsätzliche Herstellung einer biologischen Waffe gegen das Kriegswaffenkontrollgesetz verstoßen zu haben. Nach Einschätzung des Verfassungsschutzes wollte der Beschuldigte „sehr wahrscheinlich“ einen Gift-Terroranschlag ausführen. Der Bau einer „Biobombe“ ist nach Meinung von BKA-Präsident Holger Münch „ein in Deutschland einmaliger Vorgang“.

## Beschuldigte
H. wurde 1988 oder 1989 geboren. Er kam im November 2016 nach Deutschland und ist mit der 14 Jahre älteren Konvertitin Yasmin D. verheiratet. Er lernte seine Frau im Internet kennen. Durch die Heirat erhielt er eine befristete Aufenthaltsgenehmigung. Das Paar hat ein gemeinsames Kind und bekam im Juni 2018 ein zweites. Aus vorangegangenen Beziehungen brachte Yasmin D. weitere fünf Kinder mit in die Ehe. Die Familie lebte vom Sozialgeld.
H. sympathisierte mit dem Islamischen Staat und galt auch in seinem Heimatland als Extremist. Er soll schon 2015 in seiner Heimat an einem Anschlag auf einen Bus beteiligt gewesen sein. Im April 2017 geriet H. in den Blick des Bundesamts für Verfassungsschutz, weil er über die Türkei nach Syrien zur Terrororganisation IS ausreisen wollte.
Im Juli 2018 wurde auch die Ehefrau unter dem Verdacht der Mittäterschaft festgenommen.

## Ermittlungen und Verhaftung

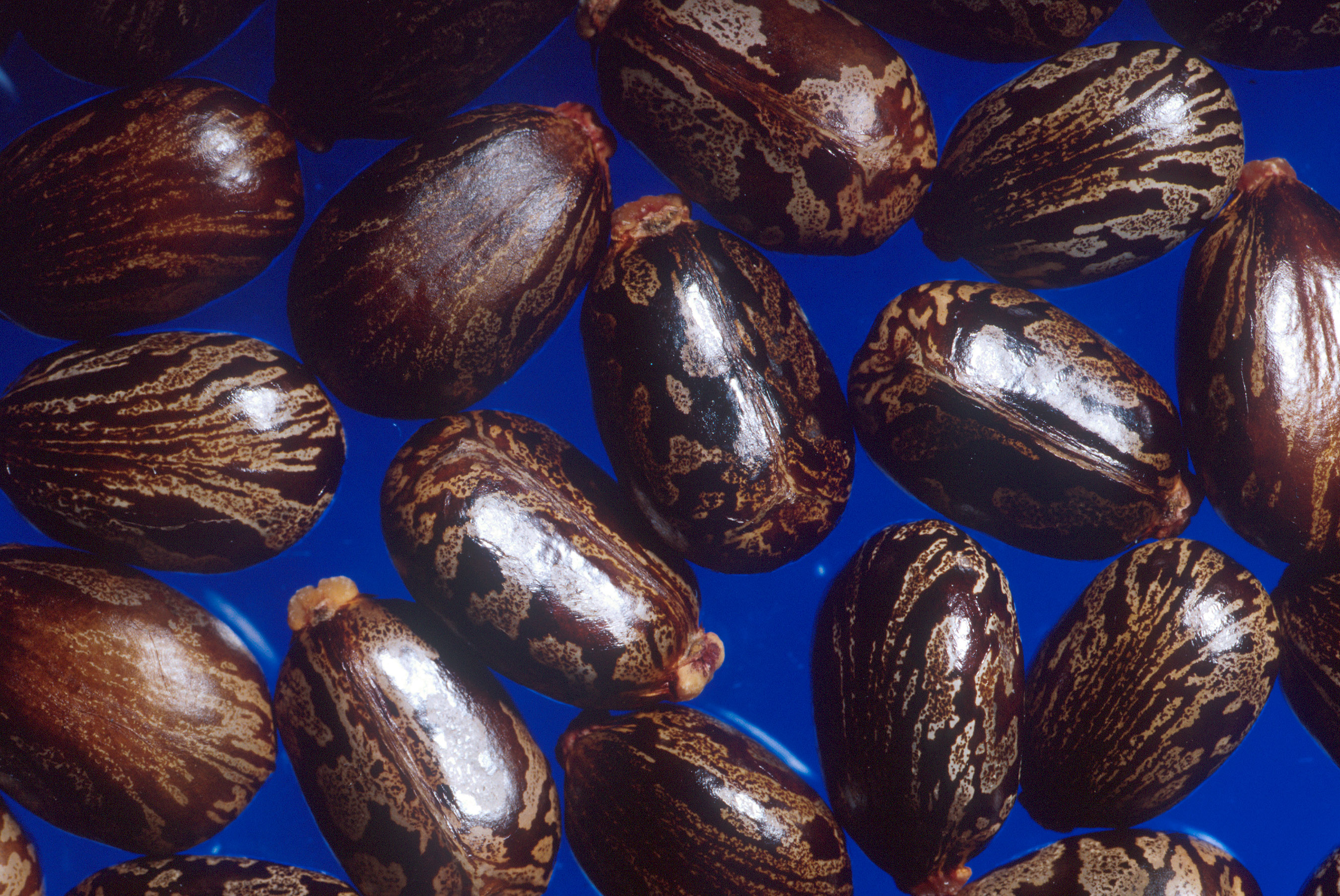
Wunderbaum-Samen

H. soll ab Mitte Mai 2018 begonnen haben, die für die Gewinnung von Rizin notwendigen Gerätschaften und Substanzen zu beschaffen, darunter 3150 Samen des Wunderbaums sowie eine elektrische Kaffeemühle. H. soll ab Juni 2018 nach einem IS-Leitfaden erfolgreich Rizin hergestellt haben. Insgesamt wurden 84,3 Milligramm hochgiftiges Rizin sichergestellt.
Der Verfassungsschutz informierte die Bundesanwaltschaft, dass H. im Internet Stoffe für die Herstellung von Rizin und für den Bau eines Sprengsatzes bestellte. Der Tipp sei von der US-amerikanischen CIA gekommen.
Zugleich wurde gemeldet, dass es einen Bürgerhinweis über das Extremistentelefon des Bundesverfassungsschutzes gegeben habe.
H. wurde von einem Mobilen Einsatzkommando (MEK) der Polizei NRW observiert. Die Kölner Polizei ließ am 12. Juni 2018 gegen 20 Uhr die Wohnung in Chorweiler durch ein Spezialeinsatzkommando stürmen.
Der Bundesgerichtshof erließ einen Haftbefehl gegen H. wegen des dringenden Verdachts, durch die vorsätzliche Herstellung einer biologischen Waffe gegen das Kriegswaffenkontrollgesetz verstoßen zu haben. Nach Einschätzung des Verfassungsschutzpräsidenten Hans-Georg Maaßen wollte der Beschuldigte sehr wahrscheinlich einen Gift-Terroranschlag ausführen, wobei die Giftmenge der im Internet bestellten Samen nach Angaben der Rheinischen Post – je nach Ausführungsart – rechnerisch für die Tötung von 250 bis 1000 Menschen ausgereichen hätte. 
H. wurde festgenommen, seine Frau wurde nach einigen Stunden freigelassen. Daraufhin durchsuchten Beamte des Bundeskriminalamts, Experten des Robert Koch-Instituts sowie die Analytische Taskforce der Feuerwehr benachbarte, leerstehende Wohnungen, deren Schlüssel im Besitz des Verdächtigen waren. Er wohnte wegen eines Wasserschadens in einer Ersatzwohnung und hatte laut Auskunft des Vermieters einen Generalschlüssel.
Bei H. wurden verschiedene Utensilien beschlagnahmt, darunter 250 Metallkugeln und zwei Flaschen acetonhaltiger Nagellackentferner. Auch wurden Drähte mit aufgelöteten Glühlampen gefunden. Sichergestellt wurden 950 Gramm einer Mischung aus Aluminiumpulver und pyrotechnischen Substanzen aus Feuerwerkskörpern.
In den Wohnungen, zu denen der Verdächtige Zugang hatte, wurden insgesamt 3150 Rizinussamen gefunden, die er vermutlich per Internetversand bestellt und geliefert bekommen hatte. 2100 Rizinussamen können laut Bundesanwaltschaft demnach drei konkreten Bestellvorgängen zugeordnet werden. Laut Bundesanwaltschaft hatte er bis zu seiner Festnahme 84,3 Milligramm hochgiftiges Rizin hergestellt. Bei der Vorbereitung der Tat hatte er mindestens zwei Helfer in Tunesien, bei denen er sich im Mai 2018 per Messenger-Dienst über die Herstellung von Rizin informiert und dann das Gift wie vorgeschlagen an einem Zwerghamster getestet hatte.
Am 3. August 2018 teilte die Bundesanwaltschaft mit, dass der Haftbefehl um den dringenden Tatverdacht der Vorbereitung einer schweren staatsgefährdenden Gewalttat erweitert wurde. Nach Erkenntnissen der Ermittler plante H., an einem geschlossenen und belebten Ort einen Sprengsatz mit einer mit dem hochgiftigen Rizin präparierten Splitterladung (Metallkugeln) zu zünden.

## Anklage und Prozess
Im März 2019 erhob die Bundesanwaltschaft Anklage vor dem Staatsschutzsenat des OLG Düsseldorf gegen Sief Allah H. und Yasmin H. wegen Vorbereitung einer schweren staatsgefährdenden Gewalttat (§ 89a StGB), gegen Sief Allah H. überdies wegen versuchter Mitgliedschaft in einer terroristischen Vereinigung im Ausland. Sie sollen im Herbst 2017 den Entschluss gefasst haben, in Deutschland durch das Zünden eines Sprengsatzes in einer größeren Menschenmenge einen islamistisch motivierten Anschlag zu verüben, hätten zu diesem Zweck einen erfolgreichen Sprengversuch durchgeführt und Rizin hergestellt. Bereits im August und September 2017 habe Sief Allah H. versucht, aus der Türkei nach Syrien einzureisen, um sich dort als Kämpfer dem Islamischen Staat anzuschließen. Dabei habe ihn seine Ehefrau Yasmin H. durch Geldsendungen und das Buchen von Unterkünften und Flügen unterstützt. Der Strafprozess begann am 7. Juni 2019. Im März 2020 wurde Sief Allah H. zu einer zehnjährigen Freiheitsstrafe verurteilt, das Verfahren gegen Yasmin H. wurde zuvor abgetrennt. Sie wurde am 26. Juni 2020 zu einer achtjährigen Freiheitsstrafe verurteilt. Beide Urteile sind nach jeweils erfolgloser Revision rechtskräftig und die Verfahren somit abgeschlossen.

## Hintergründe
Bereits 2001 wurde in der Öffentlichkeit bekannt, dass bei Islamisten Anleitungen zum Bau von Nuklearsprengsätzen sowie zur Herstellung von biologischen Waffen mit Rizin gefunden wurden.
Für den Journalisten Florian Flade zeigt sich nach den Fällen der Sauerland-Gruppe, der Düsseldorfer Zelle und des Chemnitzer Bombenbauers Dschaber al-Bakr einmal mehr, dass die deutschen Sicherheitsbehörden bei der Terrorabwehr weiterhin in hohem Maße auf die Hilfe der amerikanischen Geheimdienste angewiesen sind.